# ذو القرن المختبئ
ذو القرن المختبئ أو الصرصور ذو القناع البني أو كريبتوسيرسيدي (الاسم العلمي: Cryptocercus)، جنس صراصير من شبكيات الأجنحة. وهو العضو الوحيد في فصيلة ذوات القرون المختبئة. هذه الصراصير غير اجتماعية، وتطلب صغارها تفاعلًا كبيرًا من الوالدين. كما أنها تشترك في أنواع من بكتيريا الأمعاء التي تهضم الخشب مع النمل الأبيض الآكل للخشب، وبالتالي يُنظر إليها كدليل على وجود علاقة وراثية وثيقة، وأن النمل الأبيض تطور أساسًا من الصراصير الاجتماعية.
يتميز ذو القرن المختبئ بشكل خاص بمشاركة العديد من الخصائص مع النمل الأبيض، وقد أظهرت دراسات علم الوراثة أن هذا الجنس يرتبط ارتباطًا وثيقًا بالنمل الأبيض أكثر من ارتباطه بالصراصير الأخرى.

## الأنواع
أنواعه المعروفة 12، توجد في أمريكا الشمالية وآسيا (خاصة المعتدلة):
- Cryptocercus clevelandi Byers, 1997
- Cryptocercus darwini Burnside, Smith, Kambhampati, 1999
- Cryptocercus garciai Burnside, Smith, Kambhampati, 1999
- Cryptocercus hirtus Grandcolas, Bellés, 2005
- Cryptocercus kyebangensis Grandcolas, 2001
- Cryptocercus matilei Grandcolas, 2000
- Cryptocercus meridianus Grandcolas, Legendre, 2005
- Cryptocercus parvus Grandcolas, Park, 2005
- Cryptocercus primarius Bey-Bienko, 1938
- Cryptocercus punctulatus Scudder, 1862
- Cryptocercus relictus Bey-Bienko, 1935
- Cryptocercus wrighti Burnside, Smith, Kambhampati, 1999

## للاستزادة
- Nalepa, C.A., Byers, G.W., Bandi, C. and Sironi, M. 1997. "Description of Cryptocercus clevelandi (Dictyoptera: Cryptocercidae) from the Northwestern United States, molecular analysis of bacterial symbionts in its fat body, and notes on biology, distribution and biogeography." Annals of the Entomological Society of America. 90:416-424.
- Burnside, C.A., P.T. Smith and S. Kambhampati, 1999. "Three New Species of the Wood Roach, Cryptocercus (Blattodea: Cryptocercidae), from the Eastern United States." The World Wide Web Journal of Biology 4:1